# 川上忠智
川上 忠智（かわかみ ただとも）は、戦国時代から江戸時代初期にかけての武将。島津氏の家臣。薩摩藩士。

## 略歴
川上忠興の子として誕生。
島津義弘の家老を務め、日向国高鍋、大隅国栗野、薩摩国馬越、大隅国蒲生等の地頭職を務めた。元亀3年（1572年）5月4日、木崎原の戦いでは島津義弘の正室と嫡子の鶴寿丸の住まう加久藤城の城代を務めており、遠矢良賢が率いる飯野城からの援軍らと共に伊東氏の軍勢を撃退せしめた。天正6年（1578年）、日向伊東氏の財部城主・落合兼朝が島津家に寝返ると、忠智は財部城主に任命される。
天正8年（1580年）、新納忠元、鎌田政年らと共に肥後国の阿蘇氏領の矢崎城（熊本県宇土郡）主・中村惟冬を攻めこれを討ち滅ぼす。天正12年（1584年）3月24日、沖田畷の戦いにおいて肥前国の龍造寺氏と戦いその本隊を襲撃、嫡子・忠堅が大将の龍造寺隆信を討ち取る大功を挙げている。
慶長12年（1607年）、病死した。